# Westerbork

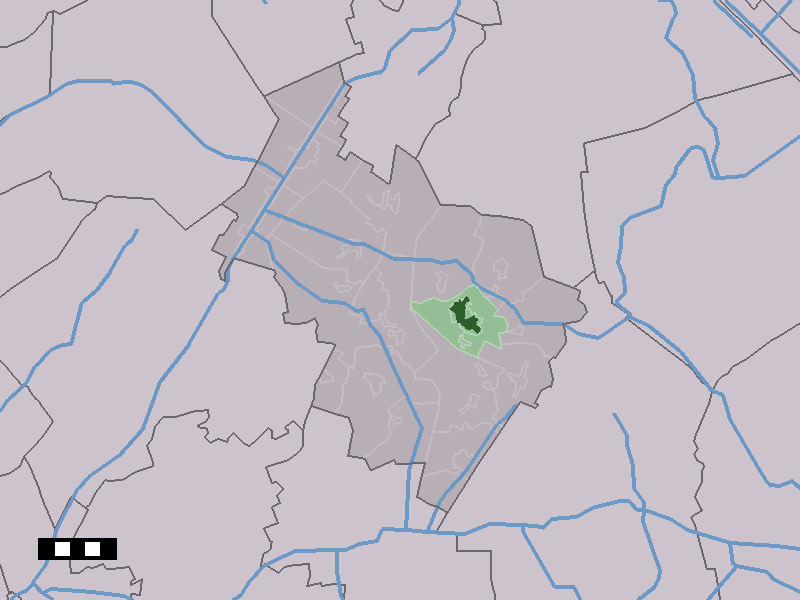
Localização de Westerbork na comuna de Midden-Drenthe.

Westerbork é uma pequena vila neerlandesa, localizada na comuna de  Midden-Drenthe da província Drente.
Perto de Westerbork localizava-se o campo de concentração de Westerbork.